# Número primo de Chen
Um número primo p é um número primo de Chen se p + 2 é primo ou se p + 2 é um semiprimo. Um número é semiprimo se ele é produto de dois primos.
Os primeiros números primos de Chen são:
2, 3, 5, 7, 11, 13, 17, 19, 23, 29, 31, 37, 41, 47, 53, 59, 67, 71, 83, 89, 101, … (sequência A109611 na OEIS).
Exemplos:
- 13 é um número de Chen, pois 13 + 2 = 15. 15 = 3 x 5 é produto de 2 primos. 15 é semiprimo.
- 11 é um número de Chen, pois 11 + 2 = 13 é primo.

Todos os números primos supersingulares são números primos de de Chen.

## Outros resultados
O matemático chinês Jingrun Chen provou que para todo número inteiro par h existem infinitos números primos p tais que p+h é primo ou semiprimo.:158